# Вольфия бескорневая
Во́льфия бескорнева́я (лат. Wolffia arrhiza) — водное растение рода Вольфия подсемейства Рясковые семейства Ароидные. Является самым маленьким цветковым растением.

## Ботаническое описание
Вольфия бескорневая — крохотное растение, представляющее собой плавающие на поверхности воды зелёные эллиптические пластинки размером около 1 миллиметра. Эти шарики свободно плавают на поверхности воды, потребляя растворенные в ней питательные вещества. Увидеть невооружённым глазом её очень сложно. При благоприятных условиях около половины растений постоянно находится в делении. Зимует при температуре 10—12°С. При наступлении неблагоприятных условий (в осенне-зимний период) растение погружается на дно, а в мае снова всплывает на поверхность и размножается вегетативно.
Цветок состоит из одного пестика и тычинки. Цветёт вольфия бескорневая летом, но крайне редко.

## Распространение и среда обитания
В природе вольфия бескорневая встречается в тропических лесах Азии Африки, а также в Атлантической и Центральной Европе, Средиземноморье и Индии.
В России изредка встречается в Липецкой, Брянской, Воронежской, Тамбовской и Курской областях. В Курской области её обнаружили в конце 1990 годов на участке поймы реки Псёл, вошедшем в Центрально-Чернозёмный заповедник.
Вольфия бескорневая предпочитает стоячую воду, например, небольшие озёра; в неподходящих для неё условиях не размножается. Проточная вода для неё губительна.

## Культивирование
При содержании растения в аквариуме вольфия к температурным условиям не требовательна, зимой может переносить снижение температуры до 14—16 °C, при этом её рост почти не замедляется. Вода может быть как мягкой, так и жёсткой, pH может колебаться от слабокислой до слабощелочной. Оптимальным является её содержание в мягкой слабокислой воде. Необходима регулярная замена части воды. Необходимо, чтобы поверхность воды находилась в постоянном движении, иначе вольфия погибает от бактериальной гнили. Растению необходимо очень яркое, но при этом рассеянное освещение. Световой день должен быть не менее 12 часов. Вольфию охотно поедают растительноядные рыбы, в качестве корма для которых она может использоваться, поэтому при их большом количестве в аквариуме вольфию лучше выращивать в отдельном садке. Также вольфия используется в качестве естественного затенения аквариума при выращивании растений, нуждающихся в неярком рассеянном свете. При благоприятных химических показателях воды и хорошем освещении вольфия очень быстро размножается делением.